# Heinäsaari (halvö i Enonvesi, Saimen)
Heinäsaari är en halvö eller näs i Finland.Den ligger i sjön Enonvesi och i kommunen Nyslott i  landskapet Södra Savolax, i den sydöstra delen av landet, 300 km nordost om huvudstaden Helsingfors. 